# Whittle-le-Woods
Whittle-le-Woods är en civil parish i Storbritannien.   Den ligger i grevskapet Lancashire och riksdelen England, i den centrala delen av landet, 290 km nordväst om huvudstaden London. Antalet invånare är 4 553.